# Chapter III
Chapter III è il terzo album in studio del gruppo symphonic black metal tedesco Agathodaimon, pubblicato nel 2001.

## Tracce
1. An Angel's Funeral – 4:35
2. Spirit Soldier – 5:36
3. Paradise Beyond – 5:31
4. The Ending of Our Yesterday – 4:32
5. Past Shadows – 5:02
6. Yesterday's Reprise – 1:46
7. Departure – 5:22
8. Sacred Divinity – 6:13
9. Burden of Time – 4:07